# 少将
少将（しょうしょう）は、日本ではもともとは律令制における官職の一つ。転じて軍隊の階級の一。将官に区分され、中将の下、大佐、上級大佐、准将または代将の上に位置する。
北大西洋条約機構の階級符号（NATO階級符号）では、OF-7に相当する。また、陸海空軍でそれぞれ呼称の異なる少将を総称しtwo-star rankと呼ぶこともある。
将官のなかでは、最下級、又は准将がある場合には下から2番目の階級となる。英呼称は、陸軍：major general（メイジャー ジェネラル）、海軍：rear admiral（リア アドミラル）、ただし、他国の海軍は基本的にcounter admiralと呼ぶ。空軍は通常陸軍と同一の呼称を用いるが、イギリス連邦方式 (Commonwealth system)ではエアー・ヴァイス・マーシャル (air vice-marshal) と呼ぶ。なお、フランス革命方式採用国家では補職制度により「師団将軍」(divisional general) あるいは「旅団将軍」(brigade general) と呼称する。特異なケースとしてアンゴラ陸軍および空軍、そして1947年から1999年までのポルトガル陸軍および空軍ではbrigadierと呼称している。アメリカ軍やフランス陸軍および空軍（海軍は中将）では、正規階級(regular rank)における最高位とされ、それよりも上の二階級は役職に応じた一時的階級(temporary rank)である。
- 陸軍では主に師団長（准将が無い陸軍では副師団長、旅団長または団長[注 2]）、陸軍省各局長等を務める。
- 海軍では主に小規模な艦隊や戦隊の司令官 (准将の無い海軍では隊群司令も)、海軍省各局長等を務める。
- 空軍では主に航空師団長や飛行集団長（准将の無い空軍では航空団司令官）等を務める。

海軍少将以上は、軍艦に乗艦すると将官旗を掲げる。また、准将を置かず、上級大将4階級制を取っている国においては「中将」が准将4階級制を取っている国の少将に相当するとされている（上級大将参照）。

## 日本

### 律令制における少将
左右近衛府の下位次官 。唐名を驍騎将軍といった。

### 旧日本軍
大日本帝国の陸海軍（日本軍）では、1868年6月11日（慶応4年（明治元年）閏4月21日）に軍務官を置いたときに三等海軍将（さんとうかいぐんしょう）や三等陸軍将（さんとうりくぐんしょう）を設けて文武官を分ける始めとした   。三等陸軍将には公卿やその子弟が任ぜられた。1869年8月15日（明治2年7月8日）に軍務官を廃止して兵部省や海陸軍を置いたときに三等海陸軍将に代わって海軍少将と陸軍少将を設け   、従前の三等陸軍将であったものが陸軍少将に任ぜられた 。
廃藩置県の頃に堂上華族の陸軍少将は四条隆謌を残して他は退き、これに代わって華族以外の者から海陸軍少将の任官が増える。明治4年8月の官制等級改定および兵部省官等改定や明治5年1月の官等改正および兵部省中官等表改定など数度の変更があり 、明治5年2月の兵部省廃止および陸軍省・海軍省設置を経て、明治6年5月8日太政官布達第154号 による陸海軍武官官等表改正で軍人の階級呼称として引き続き用いられ、西欧近代軍の階級呼称の序列に当てはめられることとなった 。
陸軍では主に旅団長・団長、軍参謀長、陸軍省各局長・参謀本部各部長等を務めた。また、陸軍次官や参謀次長を務める場合もあった。[[[兵科]]の少将以上には兵科区分がなく、陸上自衛隊でも陸将補以上は職種に分類されない。　第二次世界大戦末期になると、若手将官登用のため、師団長にも充てられた。

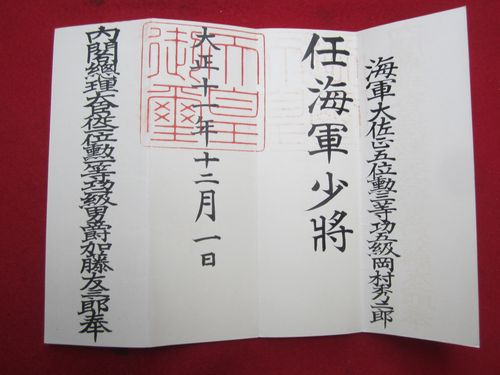
海軍少将の辞令書（御璽が押印されている）

海軍では主に戦隊司令官、艦隊参謀長、海軍省各局長・軍令部各部長等を務めた。また、海軍次官や軍令部次長を務めることもあった。当初は直接戦闘を指揮する提督のみ海軍少将とされていたが、1906年（明治39年）に機関科の海軍機関総監を海軍機関中将・海軍機関少将と改称、1924年（大正13年）に海軍少将（兵科将校）と海軍機関少将（機関科将校）を海軍少将に統合している（兵機の統合は少将以上のみ）。
陸海軍の少将並びに同相当官は高等官二等相当とされ、勲四等乃至二等に叙せられ、武功著しい場合は功三級乃至一級の功級に叙せられ金鵄勲章を授与された。ただし、陸軍次官および海軍次官の就任者は各省庁の次官が高等官一等の官位にあるのと同じく高等官一等の扱いを受けた。明治初期のアメリカ陸軍によると、本階級を准将相当とし、日本軍の将官を大将、少将、准将の三階級制と見做していた。 これは、当時、フランス式の軍制を採っていた事に起因し、外套の袖、軍刀の護拳および刀緒の星章が大将が5つ、中将が3つ、そして少将が2つであったため、中将が師団将軍に、少将が旅団将軍に対応していたためである · 。

### 警察予備隊（保安隊）、海上警備隊（警備隊）
陸上自衛隊の前身である警察予備隊では警察監補が、後の保安隊では保安監補が、そして海上自衛隊の前身である海上警備隊では海上警備監補が後の警備隊では警備監補が自衛隊発足時に将補に呼称を変更されている事から、少将相当とされているが、実際には、警察監は総隊総監たる警察監とそれ以外の警察監、保安監は長官の定める職に就く（甲）とそれ以外の職に就く（乙）に警備監は第二幕僚長たる警備監とそれ以外の警備監に分かれていた。なお、海上警備監は海上警備隊総監ただ一人であったため、そのような区分は無かった。階級章は総隊総監たる警察監および保安監（甲）は3つ星、総隊総監以外の警察監および保安監（乙）が2つ星、他方の海上警備監および第二幕僚長たる警備監は海軍中将が使用しているものと同一の袖章であったのに対し、第二幕僚長以外の警備監は太、細、中の配列の金線の袖章であったため、将と将補の中間の上級少将あるいは下級中将とでも言うべき位置にあり、アメリカ軍などの2スターランク的な立ち位置にあり、海上警備監補や警備監補は海軍少将が使用している袖章と同一であったものの、警察監補や保安監補が1つ星であったため、少将相当でありながらアメリカ軍などの1スターランク的な立ち位置にあった。自衛隊発足時に保安監は(甲)、(乙)の、警備監第二幕僚長たる警備監とそれ以外の警備監の区分を廃止して3つ星の将に統一されたのを受けて、保安監補および警備監補は将補に改称され、同時に外国軍の少将と同じく2つ星の階級章とされた。

### 自衛隊
自衛隊では陸将補・海将補・空将補（将補）にあたる。英呼称で陸将補および空将補はMajor Generalと、海将補はRear Admiral（この語源については単縦陣参照。）と訳されており、また海外の多くの軍隊の少将と同様、2つ星を階級章としており、 これは一般に少将と訳されるものである。なお、陸将補および空将補のフランス革命方式の呼称は「旅団将軍」となる。将補は、役職に応じて以下の2種類に分類される。なお、一覧表は2018年（平成30年）3月27日現在。指定職および自衛官#自衛官と防衛省内局及び他省庁の官僚との比較も参照のこと。
防衛省以外では、内閣官房および外務省に各1名が出向する。
内閣官房では『内閣官房内閣審議官、内閣官房副長官補付』として内閣官房国家安全保障局(NSC)勤務となる。将補（一）が任命され、三幕の防衛部長もしくはそれに準ずる職に一度補職されたのち、即日内閣官房に出向する人事が発令される。出向後はまず内閣事務官に任命され、次に将補を兼任する。（例として表記は、内閣事務官　兼　陸将補。）出向解除の際は、一度将補の兼任を解除したのち、内閣事務官から将補に転任という形をとる。この人事の際、将に昇格する場合は内閣事務官から将に任命される。
また、外務省では在アメリカ日本大使館に駐在する米国首席防衛駐在官は将補（二）が指定される。
| 組織                                   | 将補（一） | 将補（二） |
| 防衛省施設等機関等                     | 防衛研究所副所長、内閣官房国家安全保障局内閣審議官（内閣官房副長官補付） | 防衛大学校訓練部長、防衛学教育学群長 防衛監察本部監察官（定数3名） 情報本部情報官（3名の自衛官のうちの一人） 米国首席防衛駐在官 |
| 統合幕僚監部 統合作戦司令部 共同の部隊 | 統合幕僚監部総務部長、防衛計画部長 | 統合幕僚監部指揮通信システム部長、報道官、首席後方補給官 統合幕僚監部運用部副部長、防衛計画部副部長 統合作戦司令部情報部長、作戦部長、後方運用部長 自衛隊情報保全隊司令 自衛隊サイバー防衛隊司令 |
| 陸上幕僚監部 陸上自衛隊                | 陸上幕僚監部人事教育部長、運用支援・訓練部長、防衛部長、装備計画部長 方面総監部幕僚長 旅団長 自衛隊福岡病院長 陸上自衛隊補給統制本部副本部長 陸上自衛隊教育訓練研究本部副本部長 | 陸上幕僚監部監理部長、指揮通信システム・情報部長、衛生部長、監察官、法務官 陸上総隊司令部運用部長、日米共同部長 中央情報隊長（兼陸上総隊司令部情報部長） 方面総監部幕僚副長（行政副長、防衛副長） 副師団長 団長（方面混成団長を除く） 警務隊長 中央業務支援隊長兼市ヶ谷駐屯地司令 中央会計隊長 各職種学校長（富士学校長を除く） 自衛隊体育学校長 陸上自衛隊幹部候補生学校長 陸上自衛隊高等工科学校長 陸上自衛隊富士学校副校長、同校普通科、特科、機甲科部長 陸上自衛隊北海道・東北・関西・九州補給処長 陸上自衛隊関東補給処副処長 陸上自衛隊教育訓練研究本部各部長 自衛隊東京・大阪・沖縄地方協力本部長 自衛隊仙台・熊本・阪神病院長 自衛隊中央病院第1歯科部長 |
| 海上幕僚監部 海上自衛隊                | 海上幕僚監部人事教育部長、防衛部長、装備計画部長 掃海隊群司令 自衛艦隊司令部幕僚長 横須賀・佐世保地方総監部幕僚長 海上自衛隊第1術科学校長 自衛隊横須賀病院長                    | 海上幕僚監部総務部長、同副部長、指揮通信情報部長、監察官、首席衛生官 呉・舞鶴地方総監部幕僚長 自衛艦隊司令部幕僚副長 護衛艦隊司令部幕僚長 航空集団司令部幕僚長 潜水艦隊司令部幕僚長 護衛隊群司令 航空群司令 海洋業務・対潜支援群司令 練習艦隊司令官 開発隊群司令 海上自衛隊潜水医学実験隊司令 海上自衛隊補給本部副本部長 海上自衛隊幹部学校副校長 海上自衛隊幹部候補生学校長 術科学校長（第1術科学校長を除く） |
| 航空幕僚監部 航空自衛隊                | 航空幕僚監部人事教育部長、防衛部長、装備計画部長 航空総隊司令部幕僚長 航空支援集団副司令官 航空教育集団司令部幕僚長 航空救難団司令 航空自衛隊補給本部副本部長 自衛隊入間病院長  | 航空幕僚監部総務部長、運用支援・情報部長、監理監察官、首席衛生官 航空総隊司令部防衛部長 航空方面隊副司令官 航空戦術教導団司令 航空団司令・航空警戒管制団司令・警戒航空団司令 航空医学安全研究隊司令 第1輸送航空隊司令 航空自衛隊幹部学校副校長 航空自衛隊幹部候補生学校長 各術科学校長 各補給処長 |

ただし、自衛隊法施行令第31条（補職の特例）により、陸上総隊司令官、方面総監、自衛艦隊司令官、地方総監および航空総隊司令官を除き、将をもって充てる職について将補を充てることができるとされている。
また、上記の他、外国軍との人事バランスに対応した措置が取られており、国内では少将相当として扱われるが、国外では旅団長や団長等の職とそれと同位あるいは準じる職にある将補は准将扱いを受ける。これは大部分の外国軍の旅団長などが准将ポストなのに対し少将相当である将補が同職であるため先任者となってしまうためである。
A幹部（防衛大学校（B）・一般大学（U）卒）の最短昇任者は1佐昇任から6年で、各期毎陸自4名、海自・空自各2名の計8名が昇任する（総員6名のうち1名が将補をもって充てられる米国防衛駐在官に補職された場合を除く）。
現行の叙勲制度において、将補を最終階級として退官した場合は瑞宝小綬章（旧勲四等瑞宝章）が授与される傾向にある。
2025年（令和7年）8月時点で女性自衛官で将補まで昇任したのは下記の12名（陸2名、海3名、空7名）であり、このうち近藤奈津枝のみが中将に相当する将に昇任している。
| 氏名       | 所属組織   | 昇任日                     | 主な補職                                                                                                  | 備考                                               |
| ---------- | ---------- | -------------------------- | --- | -------------------------------------------------- |
| 佐伯光     | 海上自衛隊 | 2001年（平成13年）03月27日 | 自衛隊中央病院リハビリテーション科部長（1佐職）                                                           | 医官                                               |
| 梶田ミチ子 | 航空自衛隊 | 2007年（平成19年）12月03日 | 航空教育隊第2教育群司令（1佐職）                                                                          | 退職時特別昇任（営門将補） 2024年4月、瑞宝小綬章。 |
| 柏原敬子   | 航空自衛隊 | 2011年（平成23年）08月05日 | 航空自衛隊第3術科学校長 兼 芦屋基地司令                                                                   | 医官を除く一般職の女性初の「将補」                 |
| 近藤奈津枝 | 海上自衛隊 | 2016年（平成28年）12月22日 | 統合幕僚監部首席後方補給官 大湊地方総監部幕僚長 海上自衛隊第4術科学校長 海上自衛隊幹部候補生学校長        | 2023年12月に女性として初の「将」に昇任             |
| 小野打泰子 | 航空自衛隊 | 2018年（平成30年）08月01日 | 統合幕僚監部報道官 航空自衛隊第4術科学校長 兼 熊谷基地司令 中部航空警戒管制団司令 兼 入間基地司令         |                                                    |
| 横田紀子   | 陸上自衛隊 | 2023年（令和5年）03月30日  | 第2特科団長 兼 湯布院駐屯地司令 自衛隊東京地方協力本部長                                                  |                                                    |
| 内藤智子   | 陸上自衛隊 | 2023年（令和5年）03月30日  | 自衛隊阪神病院長 兼 川西駐屯地司令 自衛隊熊本病院長 兼 熊本駐屯地司令 自衛隊中央病院整形外科部長（1佐職） | 医官                                               |
| 東良子     | 海上自衛隊 | 2023年（令和5年）08月29日  | 防衛大学校訓練部長 派遣海賊対処行動水上部隊指揮官（1佐職） 自衛隊福井地方協力本部長（1佐職）              |                                                    |
| 辻本由希子 | 航空自衛隊 | 2023年（令和5年）012月22日 | 航空医学実験隊司令（末代）                                                                                | 医官                                               |
| 金野浩子   | 航空自衛隊 | 2024年（令和6年）08月2日   | 航空自衛隊幹部学校副校長 航空気象群司令 兼 府中基地司令（1佐職） 第9航空団整備補給群司令（1佐職）         |                                                    |
| 聖徳麻未   | 航空自衛隊 | 2025年（令和7年）08月1日   | 航空自衛隊第5術科学校長                                                                                   |                                                    |
| 日高ふみ   | 航空自衛隊 | 2025年（令和7年）08月1日   | 防衛装備庁調達事業部総括装備調達官                                                                        |                                                    |

## アメリカ
平時のアメリカ軍では少将（2つ星）が恒久的階級（permanent rank）の最高位。中将（3つ星）・大将（4つ星）は特定の役職と結びついた一時的階級（temporary rank）で、その職を離れると、現役でいるなら少将に戻る（退役すればその階級を保持できる）。これは連邦議会が現役中将・大将の数に上限を設けているためである。海軍は他軍種と違い、将官の最下位となっている。便宜上2つ星の上級 (Upper half)と1つ星の下級 (Lower half)に分け、下級少将を他軍種の准将と同格としているが、正式にはどちらもRear Admiral=少将で、准将という呼称は無い。
- 陸軍：Major General
- 海軍：Rear Admiral(Upper Half)
- 空軍：Major General
- 海兵隊：Major General

## イギリス
1921年に将官級准将が上級大佐、後の佐官級准将に置き換えられて以来、今日までのイギリス軍では少将は将官の最下位となる。
- 陸軍：Major General
- 海軍：Rear Admiral
- 空軍：Air Vice Marshal
- 海兵隊：Major General

## ドイツ
- 陸軍：Generalmajor
- 海軍：Konteradmiral
- 空軍：Generalmajor

## ポルトガル
陸軍および空軍の現行の呼称は1999年以降のものである。それ以前はBrigadeiroと呼称されていた。
- 陸軍：Major-general
- 海軍：Contra-almirante
- 空軍：Major-general

## フランス革命方式呼称の国々
フランスやイタリア等将官の階級呼称にフランス革命方式を用いる国々において、他国の陸軍や空軍の少将を同様の表現をする場合、その国の補職制度に従い「師団将軍」と「旅団将軍」の使い分けをする。メキシコやチリなどでは旅団将軍の下位に准将あるいは代将位としてGeneral BrigadierやBrigadierなどを置いている。

### フランス
- 陸軍・国家憲兵隊：Général de division
- 海軍：Contre-Amiral [注 18]
- 空軍：Gènèral de division aérienne

Général de divisionのアンシャンレジーム期での呼称はLieutenant généralであり、1793年に現呼称に改められたが、1812から1848年の間、旧呼称に戻されたという経緯を持ち、1788年に当時の准将が廃止されて以来、NATOが発足するまでは中将位であった。第一次世界大戦では部隊規模の拡大や他の連合国軍との共同作戦に対し、将官の階級が二階級しかなかったため、臨時的措置として軍団長以上の高級指揮官たる中将は下掲のようにケピ帽や袖章の星章の下あるいは上にに横棒1本を付けて大将位とし、他国軍とのバランスを取ったという。

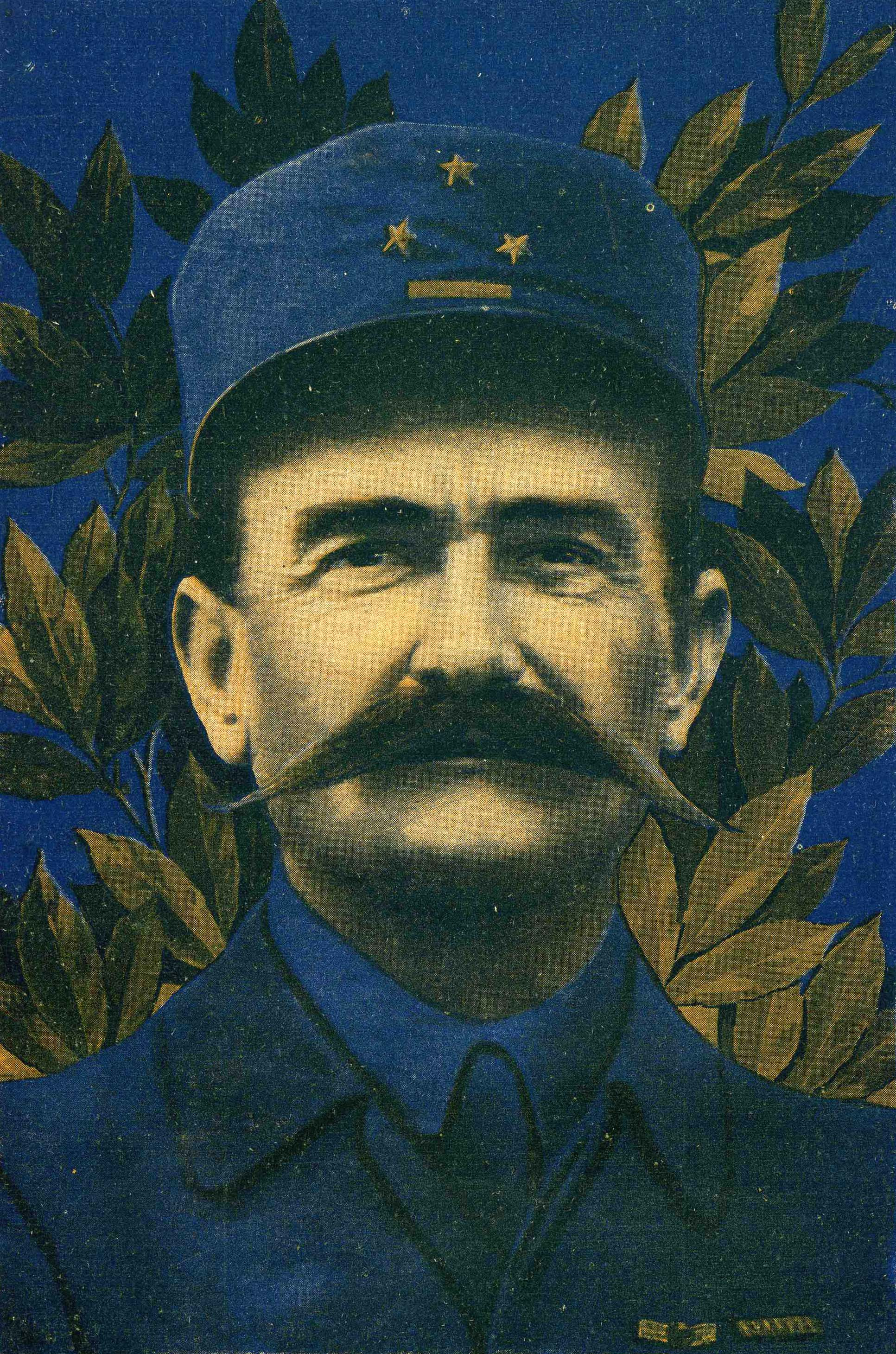
1919年に第7軍団長であったアルフォンス・ピエール・ヌドン(Alphonse Pierre Nudant)将軍。星章の下の横棒は軍団長以上の高級指揮官であることを示す。
Général de division ayant un commandement supérieur (より上級の部隊に指揮権を持つ師団将軍)の袖章。

### イタリア
- 陸軍・カラビニエリ・財務警察（イタリア語版、英語版）：Generale di divisione
- 海軍：Contrammiralio[注 18]、上級少将:Ammiraglio di divisione
- 空軍：Generale di divsione aerea

### ブラジル
陸軍に軍団将軍が無く、師団将軍が中将に、旅団将軍が少将に相当する。チリ、ペルー、エクアドル等でも同様の例がみられる。なお、空軍将官はGeneralを用いず、Brigadeiroを使うが、これはアルゼンチン空軍にもみられる。
- 陸軍：General-de-Brigada
- 海軍：Contra-Almirante
- 空軍：Brigadeiro

## 階級章・旗章

### 陸軍階級章

アメリカ陸軍少将 (Major General)
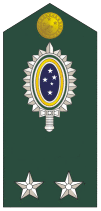
ブラジル陸軍少将 (General-de-Brigada)
陸上自衛隊　将補（甲）階級章
陸上自衛隊　将補（乙）階級章
フランス陸軍少将 (Général de division)

### 海軍階級章

アメリカ海軍少将
イギリス海軍少将
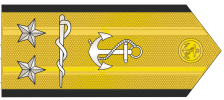
ブラジル海軍少将 (Contra-Almirante)
フランス海軍少将 (Contre-Amiral)
海上自衛隊　将補（甲）階級章
海上自衛隊　将補（丙）階級章

### 空軍階級章

アメリカ空軍少将
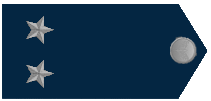
ブラジル空軍少将 (Brigadeiro)
フランス空軍少将 (Géneral de division aérienne)
航空自衛隊　将補（甲）階級章
航空自衛隊　将補（乙）階級章

### 海軍少将階級旗

イギリス海軍少将旗
インド海軍少将旗
フランス海軍の少将旗
海上自衛隊の海将補旗
日本海軍の少将旗